# Перајe
Пераја су удови којег имају водени хордати и неки мекушци и који служе за кретање кроз воду. У свакодневном говору под тим називом најчешће се подразумијевају рибља пераја.

## Грађа
Пераја се састоје од коштаних или хрскавичавих „перајних зрака“, међусобно повезаних танким кожним опнама. Ове зраке су повезане са мишићним ткивом дијеловима скелета који се називају носачима пераја. Поред тога, неке врсте риба имају и пераја без коштаног или хрскавичастог скелета, такозвана „масна“ пераја.

## Подјела и распоред
Већина риба има седам пераја. Оне су на тијелу рибе распоређене парно и непарно (појединачно). Парна пераја одговарају удовима копнених кичмењака али нису, као код копнених, повезана са кичмом.
Парна пераја су:
- трбушна (вентрална) пераја
- грудна (пекторална) пераја
- репна (каудална) пераја

Непарна пераја су:
- леђна (дорзална) пераја
- подрепна (анална) пераја

Неке врсте риба (нпр. сомови, пиране, лососи) имају између леђног и репног пераја кожни набор испуњен масним ткивом, тзв. масно пераје.
Овај основни распоред пераја је прилагођавањем на одређени животни простор и начин живота код многих риба дјелимично модификован. Тако пераја могу бити подијељена, међусобно срасла или имати битно промијењен облик или се чак и потпуно изгубити. Могуће су и функционалне промјене одређеног пераја, тако да се више не користе као средство за кретање него имају неку другу функцију.